# Огородники (Поречский сельсовет, Дятловский район)
Огоро́дники (бел. Агароднікі) — деревня в Поречском сельсовете Дятловского района Гродненской области Белоруссии. По переписи населения 2009 года в Огородниках проживало 29 человек.

## Этимология
Название деревни имеет социально-бытовое происхождение: огородники — крестьяне в Великом княжестве Литовском.

## География
Огородники расположены в 13 км к северу от Дятлово, 141 км от Гродно, 24 км от железнодорожной станции Новоельня.

## История
В 1896 году Огородники — деревня в Пацевской волости Слонимского уезда Гродненской губернии (имелась церковно-приходская школа).
Согласно переписи населения 1897 года в Огородниках насчитывалось 13 домов, проживало 77 человек. В 1905 году — 147 жителей.
В 1921—1939 годах Огородники находились в составе межвоенной Польской Республики. В 1923 году в Огородниках имелось 10 дворов, проживало 55 человек. В сентябре 1939 года Огородники вошли в состав БССР.
В 1996 году Огородники входили в состав колхоза «Поречье». В деревне насчитывалось 33 хозяйства, проживало 53 человека.